# Brignoliella vitiensis
Brignoliella vitiensis är en spindelart som beskrevs av Pekka T. Lehtinen 1981. Brignoliella vitiensis ingår i släktet Brignoliella och familjen Tetrablemmidae.
Artens utbredningsområde är Fiji. Inga underarter finns listade.